# Jacques Soustelle

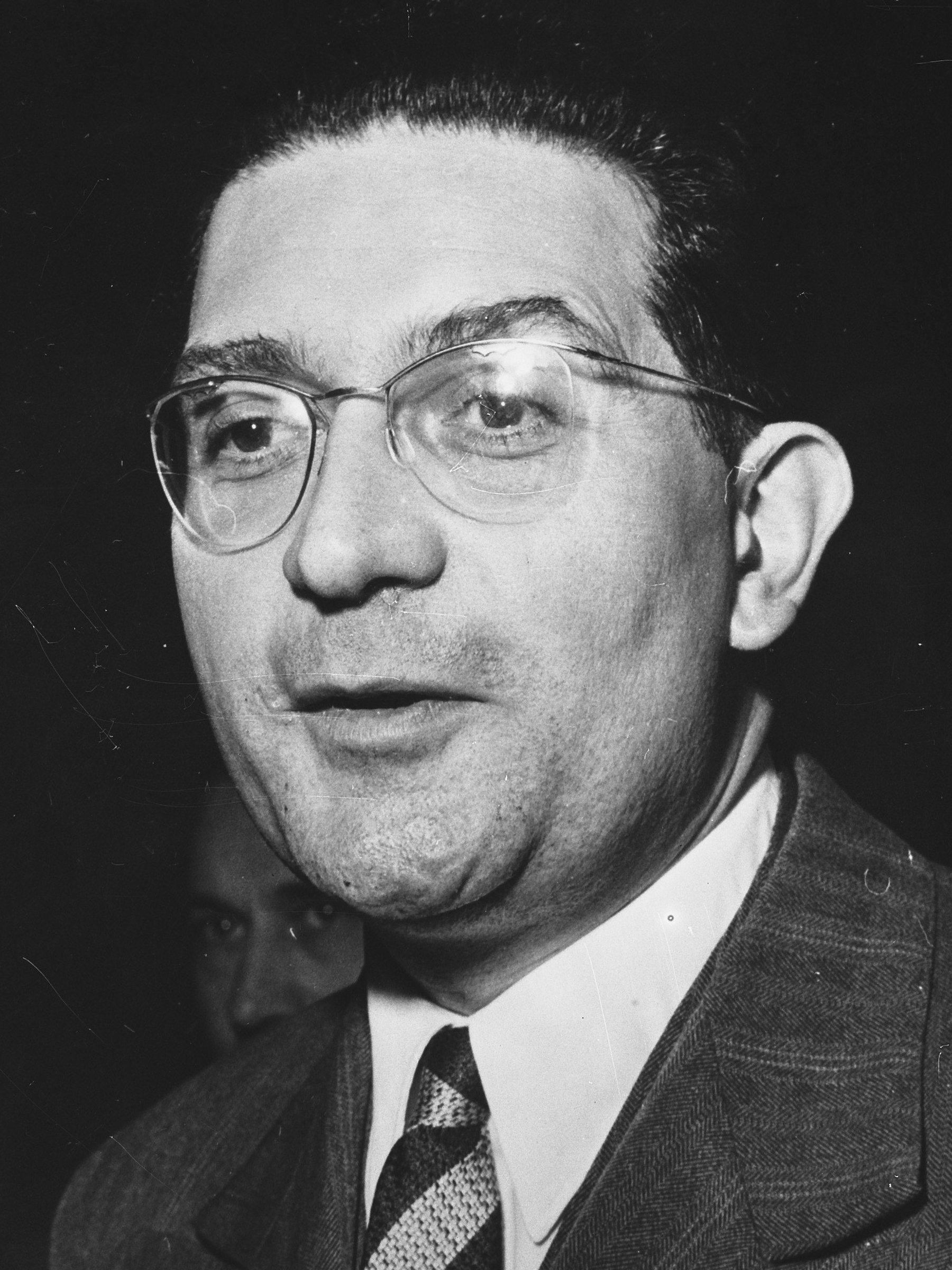
Jacques Soustelle (1958)

Jacques Émile Yves Soustelle (* 3. Februar 1912 in Montpellier; † 6. August 1990 in Neuilly-sur-Seine) war ein französischer Politiker, Anthropologe und Ethnologe, der auf indigene Kulturen Mittelamerikas spezialisiert war. Er war mehrmals Minister und Abgeordneter in der Nationalversammlung sowie von 1955 bis 1956 französischer Generalgouverneur in Algerien. Zunächst enger Vertrauter des Generals de Gaulle und Generalsekretär von dessen Partei RPF, überwarf er sich mit de Gaulle angesichts der Unabhängigkeit Algeriens, musste ins Exil gehen und gründete später eine eigene Partei namens Mouvement National Progrès et Liberté.

## Wissenschaftliche Laufbahn und Privatleben
Jacques Soustelle war der Sohn eines Buchhalters. Nach der Scheidung seiner Eltern 1917 wuchs er bei der Mutter, die zeitweise als Justizsekretärin arbeitete, in Villeurbanne und Caluire, beides Vororte von Lyon, auf. Die Mutter heiratete 1920 einen Mechaniker, den Soustelle als seinen sozialen Vater ansah. Er besuchte das Lycée du Parc in Lyon, im nationalen Schülerwettbewerb Concours général für Philosophie belegte er den zweiten Platz hinter Maurice Schumann. Das Baccalauréat legte er 1928 mit altsprachlich-philosophischem Profil und Prädikat „sehr gut“ ab. Nach einem Jahr in der geisteswissenschaftlichen Vorbereitungsklasse trat er mit 17 Jahren als landesweit Bester des Aufnahmeverfahrens in die École normale supérieure (ENS) in Paris, eine Elitehochschule zur Lehrerausbildung, ein. Schon ein Jahr später schloss er sein Studium der Ethnologie mit dem Diplom ab. Er bestand 1932 die Agrégation (Aufnahme in den Staatsdienst für das höhere Lehramt) im Fach Philosophie, wiederum als Jahrgangsbester.
Als akademischer Schüler Paul Rivets unternahm Soustelle zwischen 1932 und 1939 ausgedehnte Forschungsreisen, um präkolumbische Kulturen Mittel- und Südamerikas, insbesondere Mexikos zu erforschen, die seinen wissenschaftlichen Ruf begründeten. Mit Arbeiten über die Völkerfamilie der Otomí und Pame in Zentralmexiko sowie über die materielle Kultur der Lacandonen schloss er 1937 das Doctorat d’État (entspricht etwa einer Habilitation) an der Universität Paris (Sorbonne) ab. Im selben Jahr wurde Soustelle unter Rivet Vizedirektor des ethnographischen Museums im Trocadéro, aus dem im Jahr darauf das Musée de l’Homme in Paris hervorging. Zudem lehrte er am Collège de France, der École nationale de la France d’outre-mer und ab 1951 auch an der École pratique des hautes études (EPHE). 
1969 wurde er zum directeur d’études (Professor) für „Autochthone Zivilisationen Amerikas“ in der sozialwissenschaftlichen Sektion der EPHE ernannt, aus der 1975 die École des hautes études en sciences sociales (EHESS) hervorging. Von 1975 bis 1990 war Soustelle Vorsitzender des Forschungsnetzwerks PACT (Physik, Archäologie, Chemie, Technik) des Europarats. Von 1980 bis 1985 war er Direktor des anthropologischen Instituts der Universität Lyon II und leitete Ausgrabungen im mexikanischen Bundesstaat Nayarit. 1983 wurde er als Nachfolger Pierre Gaxotte auf den Sessel Nr. 36 der Académie française gewählt.
Jacques Soustelle war ab 1931 mit Georgette Soustelle (geb. Fagot; 1909–1999) verheiratet, die als Ethnologin ebenfalls zu den indigenen Kulturen und Sprachen Amerikas, insbesondere zu den Otomí in Mexiko, forschte.

## Politik

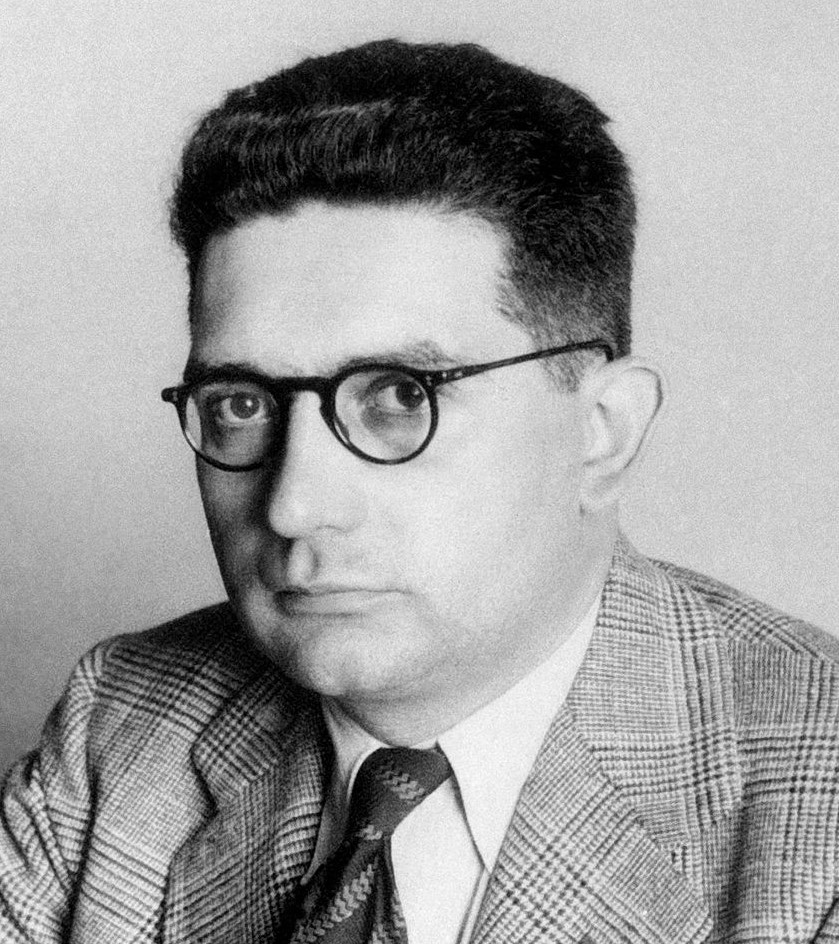
Soustelle im Jahr 1945

In den 1930er-Jahren sympathisierte Soustelle mit linken, marxistischen Intellektuellenzirkeln. Er war Mitglied des Comité de vigilance des intellectuels antifascistes (CVIA). Anders als viele linke Pazifisten lehnte er das Münchner Abkommen von 1938 ab und trat daher der Comité de vigilance des intellectuels antifascistes#Union des intellectuels français pour la justice, la liberté et la paix (UDIF) bei. Nach Ausbruch des Zweiten Weltkriegs meldete er sich zum Militärdienst und wurde als stellvertretender Militärattaché nach Mexiko entsandt. 
Nach dem Waffenstillstand im Juni 1940 schloss er sich der Résistance-Gruppe des Musée de l’Homme an, die eine Untergrundzeitung im besetzten Paris herausgab. Er schloss sich General Charles de Gaulle in London an, der ihn 1941 nach Lateinamerika entsandte, wo er die Unterstützung für das Forces françaises libres organisierte. Insbesondere aus dem mexikanischen Exil erhielten die Freien Franzosen finanzielle Unterstützung. Ab 1942 gehörte er der Exilregierung in London an und wurde im Juni 1943 Chef der Direction Générale des Services Spéciaux (DGSS) in Algier, dem vereinigten Geheimdienst des Freien Frankreichs de Gaulles und der französischen Armee in Nordafrika unter ihrem Kommandanten Henri Giraud.
Nach der Befreiung Frankreichs wurde er 1944 kurzzeitig Präfekt in Bordeaux, bevor ihn de Gaulle im Mai 1945 zum Informationsminister und am 24. November 1945 bis am 20. Januar 1946 zum Kolonialminister im Gouvernement provisoire de la République Française (GPRF) machte. Als Vertreter des Départements Mayenne gehörte er 1945/46 der Verfassunggebenden Versammlung an, wo er in der Fraktion der Union démocratique et socialiste de la Résistance saß. Als „Gaullist der ersten Stunde“ war er 1947 Gründungsmitglied von de Gaulles Partei Rassemblement du peuple français (RPF) und bis 1951 deren erster Generalsekretär. Von 1951 bis 1955 war er Abgeordneter des Départements Rhône in der Nationalversammlung.
Premierminister Pierre Mendès France berief Soustelle im Januar 1955 zum Generalgouverneur von Algerien, wo zwei Monate zuvor der Krieg zwischen dem französischen Staat und der nach Unabhängigkeit strebenden Nationalen Befreiungsfront (FLN) ausgebrochen war. In seiner einjährigen Amtszeit bemühte er sich um die „Integration“ der muslimischen Bevölkerung der algerischen Départements, in den französischen Staatsverband und die allmähliche Gleichstellung dieser Bevölkerung mit den französischen Staatsbürgern christlicher oder jüdischer Konfession. Zwar hatten diese 1944 das französische Bürgerrecht erhalten und der diskriminierende Code de l’indigénat war abgeschafft worden, es bestanden aber weiterhin auch rechtliche – wie etwa ein Klassenwahlrecht – und vor allem ökonomische Unterschiede. Diese Bemühungen kamen aber wohl mehrere Jahre zu spät, um der FLN noch den Wind aus den Segeln zu nehmen. Soustelle hielt entschlossen an der Vorstellung einer plus grande France unter Einschluss Algeriens fest und lehnte den unter französischen Intellektuellen inzwischen weit verbreiteten Antikolonialismus strikt ab. In der FLN sah er eine Art Wiederkehr des Nationalsozialismus und eine Bedrohung des französischen Staates, weshalb er ihre gewaltsame Bekämpfung guthieß.
Bei der Parlamentswahl im Januar 1956 wurde Soustelle erneut als Abgeordneter der Rhône in die Nationalversammlung gewählt, wo er der gaullistischen Fraktion Républicains sociaux angehörte. Er unterstützte 1958 die Rückkehr de Gaulles an die Macht und amtierte von Juli 1958 bis Januar 1959 als sein Informationsminister. Am 15. September 1958 überlebte er auf der Place de l’Etoile in Paris ein Attentat durch die FLN. Nach Gründung der Fünften Republik wurde er im November 1958 für die neue gaullistische Partei UNR in die Nationalversammlung gewählt, wo er den 3. Wahlkreis des Départements Rhône vertrat. Ab Februar 1959 gehörte Soustelle dem Kabinett Michel Debrés als beigeordneter Minister des Premierministers für die Sahara, die Überseedépartements und -territorien sowie Atomenergie an.
Als Präsident de Gaulle im September 1959 der algerischen Bevölkerung das Selbstbestimmungsrecht einräumte, schloss sich Soustelle dem von Georges Bidault gegründeten Rassemblement pour l’Algérie française (RAF) an, das vehement für einen Verbleib Algeriens bei Frankreich eintrat. Soustelle überwarf sich mit de Gaulle und wurde nach dem Aufstand von Algerienfranzosen in Algier (semaine des barricades) im Februar 1960 aus dem Kabinett entlassen sowie aus der UNR ausgeschlossen. Obwohl er nicht am gescheiterten Putsch der vier Generäle in Algier im April 1961 beteiligt war, fürchtete Soustelle anschließend verhaftet zu werden und floh ins Ausland. Er kehrte im Dezember 1961 nach Paris zurück, wo er sich auf einer Pressekonferenz für die Ziele der Organisation de l’armée secrète (OAS) aussprach. Anschließend wurde ihm der strafrechtliche Vorwurf der „Untergrabung der Autorität des Staates“ gemacht und er ging erneut ins Exil (das Verfahren wurde später per non-lieu eingestellt). Neben Georges Bidault, Antoine Argoud und Pierre Sergent gehörte er dem 1962 in Rom gebildeten Conseil national de la Résistance (CNR) an, wurde aber kein Mitglied der rechtsterroristischen OAS. 1968 wurde er amnestiert und kehrte nach Frankreich zurück.
Mit Pierre Picard gründete Soustelle 1970 die Kleinstpartei Mouvement National Progrès et Liberté (MNPL), die sich in der politischen Mitte positionierte. Bei der Parlamentswahl 1973 wurde er erneut als Abgeordneter der Rhône in die Nationalversammlung gewählt, der er zunächst als fraktionsloser Abgeordneter angehörte, bevor er sich 1974 der bürgerlichen Mitte-Fraktion Réformateurs, centristes et démocrates sociaux (RCDS) anschloss. In der Legislaturperiode 1973–1978 gehörte er auch als stellvertretendes Mitglied der Parlamentarischen Versammlung des Europarates sowie der Parlamentarischen Versammlung der Westeuropäischen Union an. Bei der Parlamentswahl 1978 verlor er seinen Wahlkreis an den jungen Gaullisten Michel Noir.

## Werke

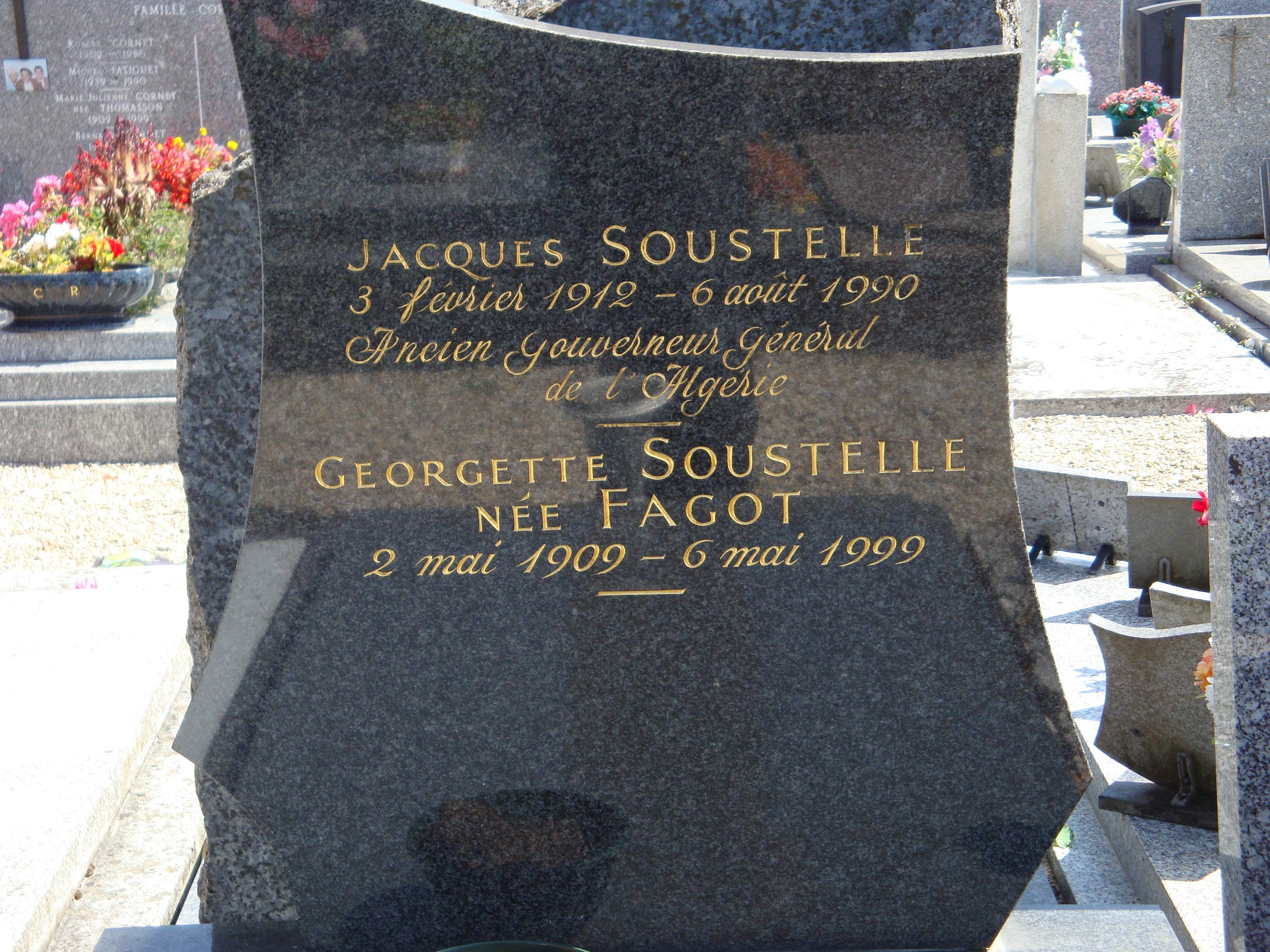
Grabstein in Miribel (Ain)

- La famille Otomi-Pame du Mexique Central. Dissertation, Universität Paris 1937.
- Envers et contre tout. Souvenirs et documents sur la France libre. Laffront Paris 1947

1. 1940-1942. De Londres à Alger.
2. 1942-1944. D’Alger à Paris.

- La vie quotidienne des Aztèques à la veille de la conquête espagnole. Hachette, 1955.
  - Das Leben der Azteken. Mexiko am Vorabend der spanischen Eroberung. Manesse-Verlag, Zürich 1993 (Manesse Bibliothek der Weltgeschichte), ISBN 3-7175-8086-8.
- Aimée et souffrante Algérie. Plon, Paris 1956.
- L’ésperance trahie. 1958–1961. Edition de l'Alma, Paris 1962.
- L’art du Mexique ancien. Arthaud, Paris, 1966.
  - Die Kunst des alten Mexiko. Fromm, Osnabrück 1968.
- Archaeologia Mundi. Mexico. Nagel, Genf 1967.
  - Mexiko. Heyne, München 1980, ISBN 3-453-35003-0.
- La longue marche d’Israël. Fayard, Paris 1968.
- Vingt-huit ans de gaullisme. La table ronde, Paris 1968.
  - Der Traum von Frankreichs Größe. 28 Jahre Gaullismus. Blick-und-Bild-Verlag, Velbert 1969.
- Les quatre soleils. Souvenirs et réflexions d’un ethnologue en Mexique. Plon, Paris 1979, ISBN 2-266-01243-6.
- Les Maya. Flammarion, Paris 1982, ISBN 2-08-200446-5.
- Les Olmèques. La plus ancienne civilisation du Mexique. Arthaud, Paris, 1979.
  - Die Olmeken. Ursprünge der mexikanischen Hochkulturen. Atlantis-Verlag, Zürich 1980, ISBN 3-7611-0590-8.
- L’univers des aztèques. Hermann, Paris 1986, ISBN 2-7056-5901-3.